# Empresa Nacional de Fertilizantes
La Empresa Nacional de Fertilizantes (ENFERSA) fue una empresa española del sector químico cuya actividad se centraba en la elaboración y distribución de fertilizantes. Estuvo activa durante el último tercio del siglo XX. A lo largo de su existencia ENFERSA estuvo controlada por el Estado y llegó a formar parte del conglomerado empresarial del Instituto Nacional de Industria (INI), situación que se mantuvo hasta su privatización en 1989.

## Historia
La empresa fue creada en 1974 por el Instituto Nacional de Industria, a partir de las instalaciones de fabricación de fertilizantes que poseían la Refinería de Petróleos de Escombreras (REPESA), la Empresa Nacional Calvo Sotelo (ENCASO) y la Empresa Nacional Siderúrgica (ENSIDESA). El nacimiento de ENFERSA se enmarcó en un contexto alcista de la industria química española, en particular la dedicada a la producción de fertilizantes. Sin embargo, la nueva empresa tuvo dificultades para penetrar en el mercado debido a problemas estructurales: unas instalaciones muy anticuadas, una inadecuada estructura de producción, una mala política comercial, etc. Para remediar esta circunstancia, ENFERSA llegaría a acometer importantes inversiones y a poner en marcha nuevas unidades de explotación. Aun así, la anterior etapa de crecimiento y expansión daría un vuelco durante la década de 1980, con una fuerte caída de precios en el mercado internacional. 
Debido a la importante crisis que atravesaba el sector de los fertilizantes, el gobierno español de la época emprendió en 1985 un plan de reconversión industrial que también afectaba a la estatal ENFERSA. Como parte final de este plan en 1989 el Estado acabó privatizando y vendiendo sus activos de ENFERSA, que fue adquirida por el recién creado holding Ercros. Finalmente, esta acabaría fusionándose con la sociedad anónima Fosfórico Español (FESA), unión de la que surgió una de las mayores empresas privadas españolas de fertilizantes, Fesa-Enfersa, bajo el control de Ercros.